# 高峰水库
高峰水库是中国安徽省天长市境内的一座水库，位于淮河水系川桥河上，建于1968年。水库正常库容为750万立方米，集雨面积为25平方千米，海拔为26.8米。